# Andro Bušlje
Andro Bušlje (Dubrovnik, 4. siječnja 1986.), hrvatski vaterpolist, visok 200 centimetara i težak 115 kilograma.
Igra za Olympiakos iz Pireja, s kojim je osvojio naslov europskog prvaka u sezoni 2017./18., na poziciji braniča. Nastupio je za hrvatsku vaterpolsku reprezentaciju 56 puta. S Jugom osvojio je naslov prvaka Europe 2006., Europski superkup, 3 naslova državnog prvaka i 2 nacionalna kupa. Osvojio je zlatnu medalju na Svjetskom prvenstvu u Melbourneu 2007. Odigrao je briljantno u polufinalu i finalu SP. Kao trener Porporele osvojio je 2007. dubrovačko kupališno amatersko natjecanje Divlju ligu.
Osvajač je zlatne olimpijske medalje iz Londona 2012. godine te srebrne iz Rija 2016. godine.